# Перша трансафриканська експедиція Генрі Стенлі

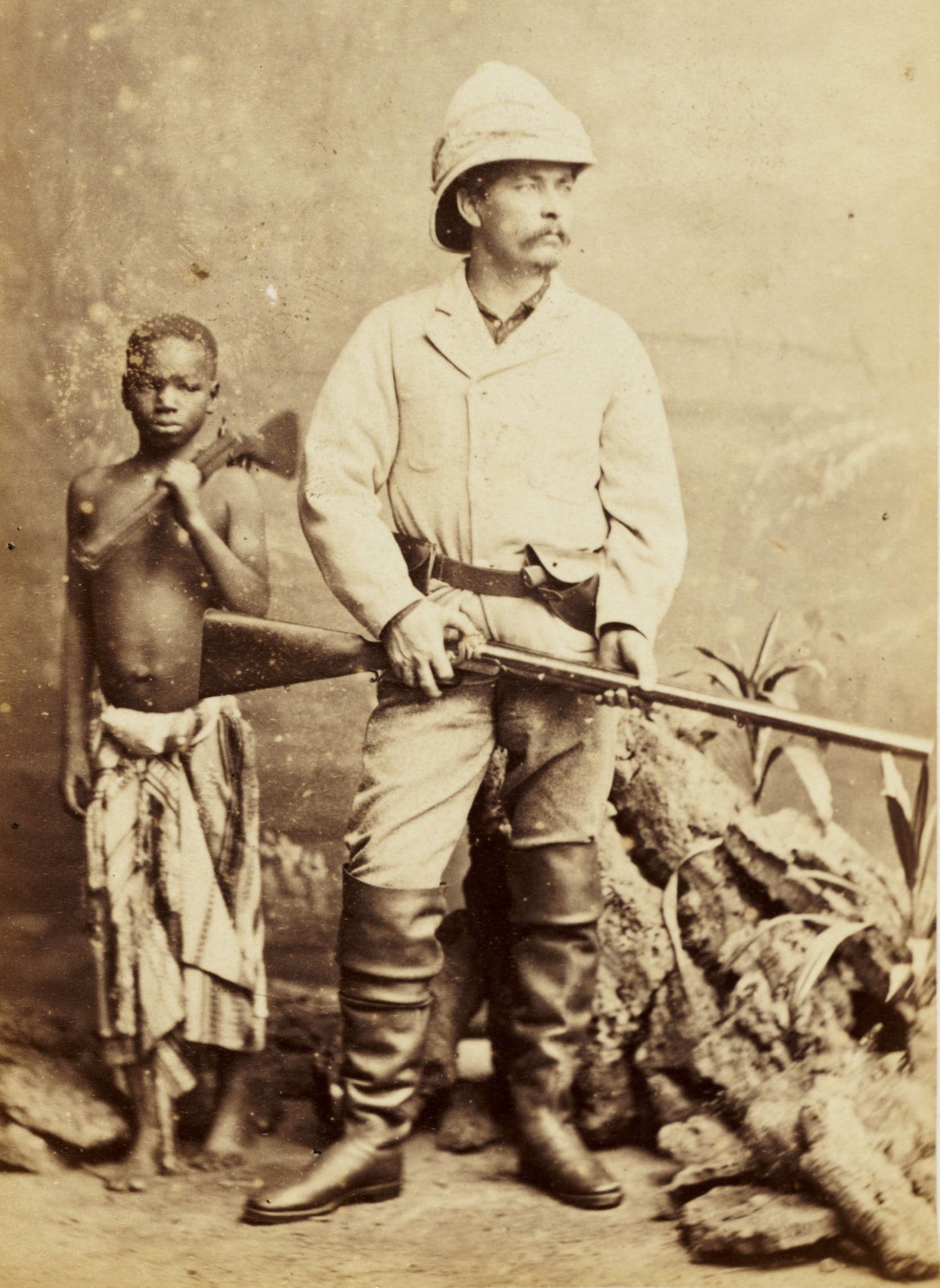
Стенлі позує пізніше (у Лондоні) з Калулу в «костюмі, який він носив», коли знайшов Лівінгстона.

Між 1874 і 1877 роками Генрі Мортон Стенлі подорожував Центральною Африкою зі сходу на захід, досліджуючи озеро Вікторія, озеро Танганьїка та річки Луалаба і Конго. Він подолав 11 000 км від Занзібару на сході до Боми в гирлі Конго на заході і вирішив ряд відкритих питань, що стосуються географії Центральної Африки. Зокрема визначив джерела Нілу, довівши, що це не Луалаба, яка насправді дає початок річці Конго.

## Попередня африканська подорож
Це була друга подорож Стенлі в Центральну Африку. У 1871—1872 роках він шукав і успішно знайшов місіонера і дослідника Лівінгстона, привітавши його відомими (хоча й суперечливими) словами: «Доктор Лівінгстон, я припускаю?».

## Цілі
Подорож Стенлі мала чотири основні цілі :
1. Дослідити озеро Вікторія та річки, що впадають і витікають з нього.
2. Дослідити озеро Альберт та річки, що впадають і витікають з нього.
3. Дослідити озеро Танганьїка, перевірити напрямок течії річки Рузізі на північному краю озера.
4. Дослідити річку Луалаба вниз за течією до її витоку

Серед попередніх дослідників точилися суперечки щодо того, чи були ці озера та річки пов'язані одне з одним і Нілом. Річард Бертон вважав, що озеро Вікторія може мати південний вхід, можливо, з озера Альберт, що означає, що джерелом Нілу було не озеро Вікторія, як стверджував Спік. Семюел Бейкер припускав, що озеро Альберт може мати вхід з озера Танганьїка. Лівінгстон вважав, що Луалаба була джерелом Нілу.
Спонсорований газетами New York Herald — за ініціативою її тодішнього редактора Джеймса Гордона Беннета-молодшого — та Daily Telegraph Стенлі мав писати для них повідомлення. Згодом описав свої пригоди в книзі «Через темний континент».

## Підготовка
21 вересня 1874 року Стенлі прибув на Занзібар. Він взяв із собою трьох молодих англійців, Фредеріка Баркера та братів Френсіса та Едварда Пококів, а також Калулу, африканця, якого він взяв до Англії під час своєї попередньої поїздки і який здобув деяку освіту в Англії. Він також узяв 60 фунтів тканини, мідного дроту та бісеру для обміну, барометр, годинники та хронометри, секстант, компаси, фотообладнання, гвинтівки Снайдера та слонову рушницю, а також частини 40-футового (12 м) човна з одним вітрилом, який побудував Джеймс Мессенджер. Він назвав його Леді Аліса на честь своєї нареченої. На Занзібарі він набрав до 230 осіб африканських вантажників, серед яких 36 жінок і 10 хлопчиків. Він набирав переважно з Вангвани, Ваньямвезі та Момбаси:3–4,22,51,65.
12 листопада 1874 року він виїхав із Занзібару на материк. Через п'ять днів він виїхав із Багамойо. Після сутички з ваньятуру вони 27 лютого досягли озера Вікторія, пройшовши за 103 дні 1160 км (720 миль):54,101,115,92. 62 члени партії загинули дорогою, серед них Едвард Покок.

## Навколосвітнє озеро Вікторія

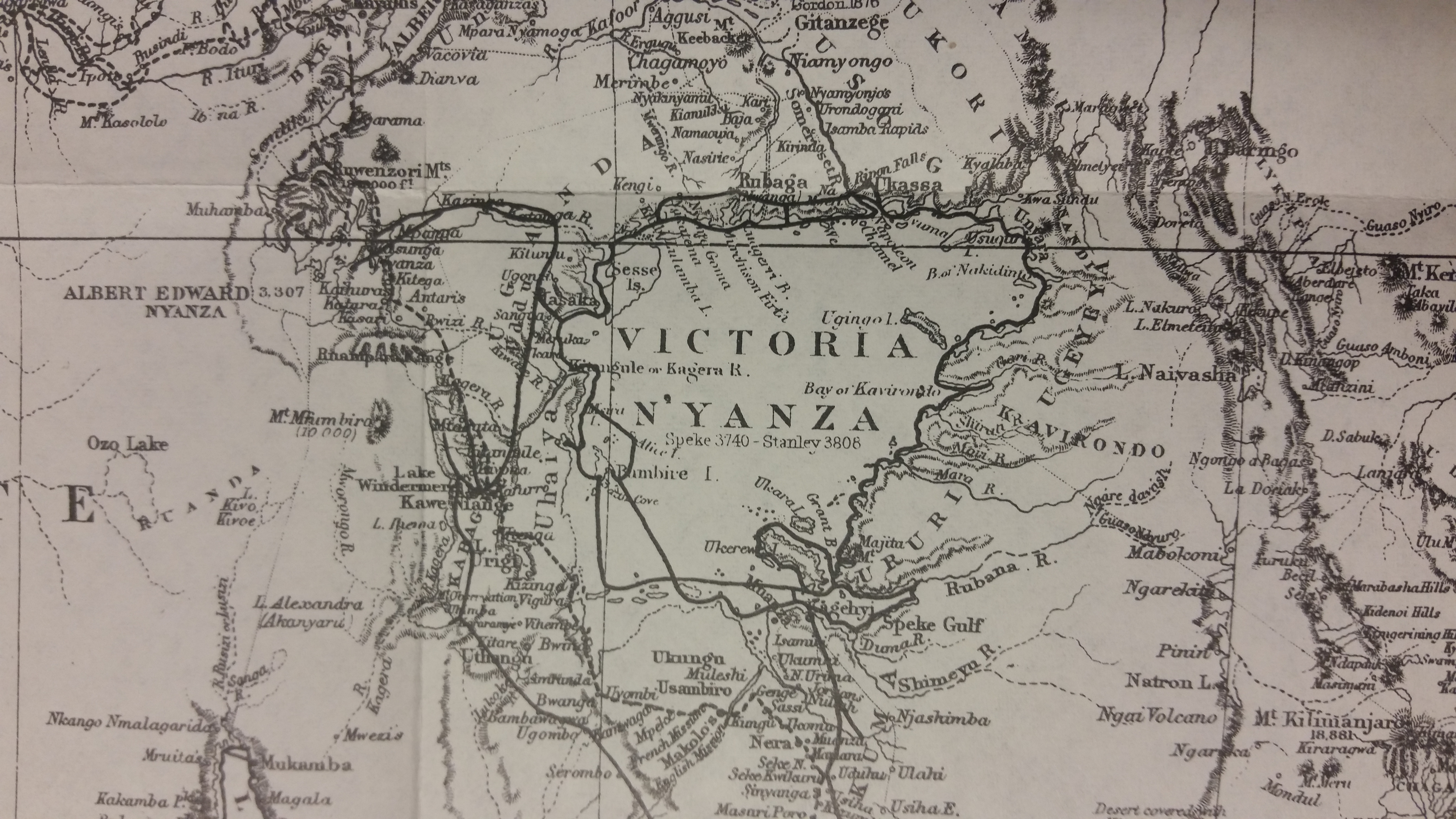
Вікторія Ньянза. Чорною лінією показано маршрут Стенлі.

8 березня 1875 року Стенлі з десятьма матросами і кермовим залишив на Леді Алісі свій табір поблизу Кагегі. Вони дослідили і назвали затоку Спік на честь першого європейця, який побачив озеро. Також вони відкрили початок головної річки Сімію на півдні. Поблизу острова Укереве, на нього напали люди вавума на каное, але він втік, обстрілявши нападників:123,126,141–142.
4 квітня він приземлився на північному березі біля водоспаду Ріпон, єдиного виходу в озеро, яке Спік визначив, як джерело Нілу. Його прийняв як королівського гостя Мутеса I з Буганди. Стенлі писав, що Буганда була б ідеальною країною для створення представництв і для європейської торгівлі:142–165.
Партія Стенлі виїхала 21 квітня, прямуючи на південь. Спочатку вони досягли витоків Кагери, яку пізніше досліджували на шляху до озера Альберт. Намагаючись отримати запаси їжі, вони висадилися на острові Бумбіре. Місцеві жителі чергували мирні переговори з крадіжками та погрозами, крали у них весла для каное. Зрештою екіпажу вдалося втекти, убивши кількох місцевих жителів:167–186. Пізніше Стенлі в повідомленнях до газет напише, що вбив 10 (а в іншому місці — 14). Пізніше це буде використано, щоб представити його як безжального вбивцю. Чому він неправильно вказав кількість смертей, не зрозуміло; це спробував прояснити його біограф Тім Джил.
5 травня партія повернулася в Кагегі і знову приєдналася до основної групи. Тим часом помер від хвороби Баркер, як і Мабукі Спік (який раніше подорожував з Лівінгстоном, Спіком, Грантом і Бертоном). Стенлі 57 днів досліджував озеро Вікторія:188–191. Його детальні виміри та описи привели до серйозного перегляду його географії. Він встановив, що річка Кагера була його основною притокою і лежала на висоті 1248 м (4093 фути) над рівнем моря, з найбільшою глибиною 84 м (275 футів).

## Озеро Альберт

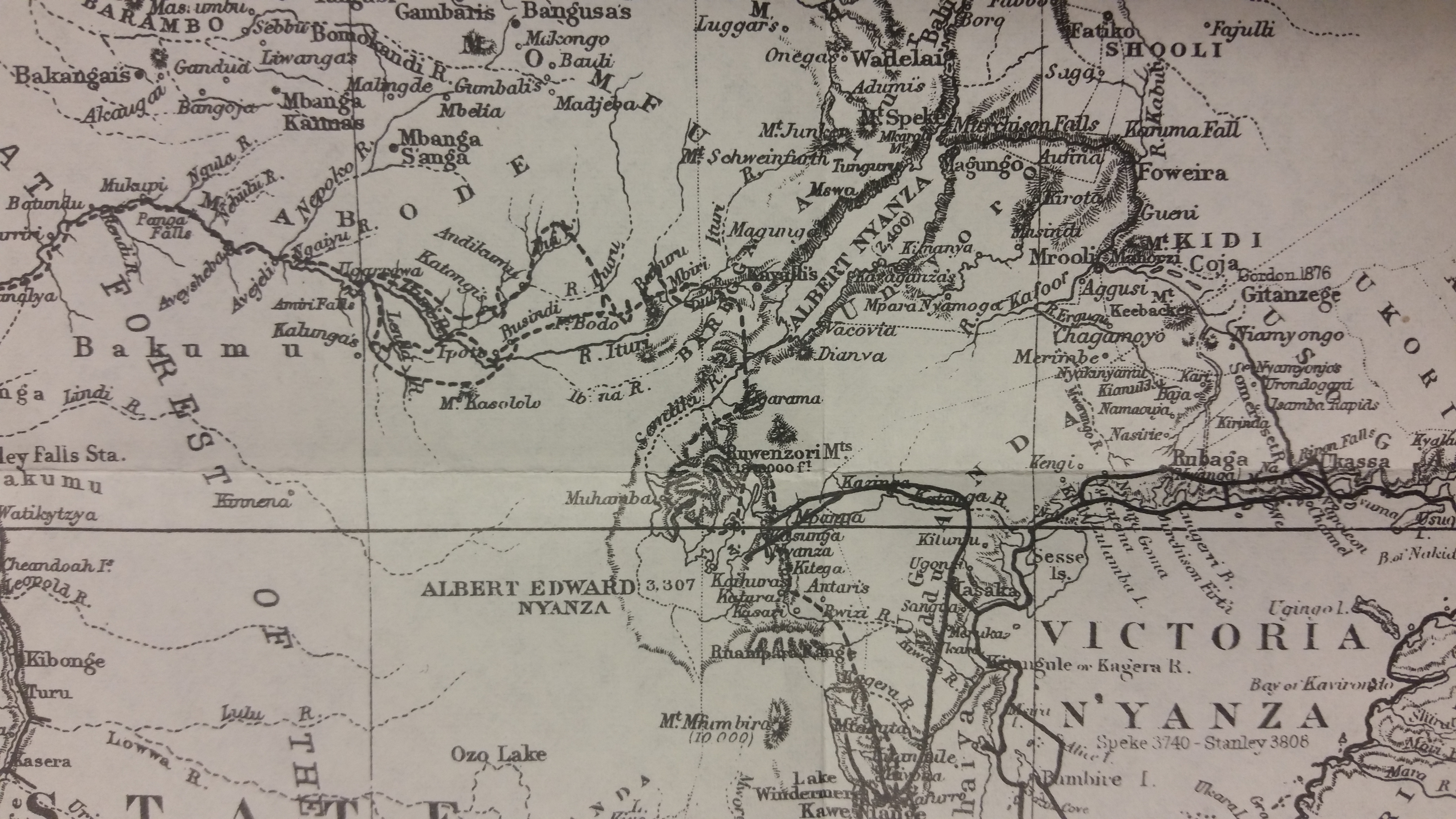
Альберт Едвард Ньянца. Чорною лінією показано маршрут Стенлі.

Далі Стенлі мав намір дослідити озеро Альберт. Однак війна між Угандою і Вавумою змусила його або «відмовитися від планів дослідження Альберта і негайно приступити до Танганьїки… або терпляче чекати, поки війна закінчиться». Після того, як війна закінчилася перемогою Уганди, його експедицію зірвав Кабарега, король Уньйоро:233,238,346,349,.

## Озеро Танганьїка

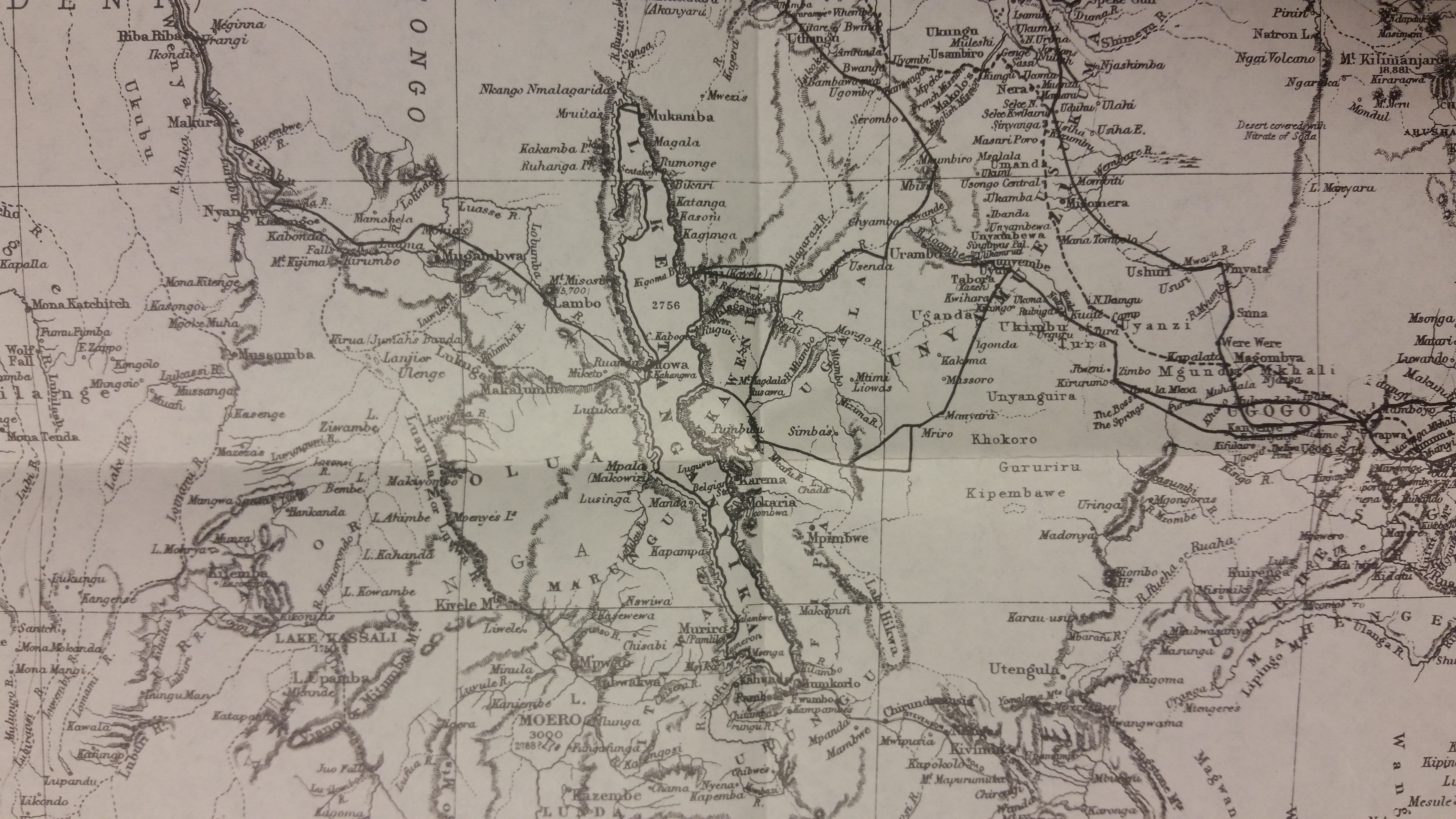
Озеро Танганьїка. Чорною лінією показано маршрут Стенлі.

27 травня 1876 року група прибула в Уджіджі на березі озера Танганьїка, село, де Стенлі кілька років тому зустрів Лівінгстона:399. Мета полягала в тому, щоб обстежити озеро, шукати входи та виходи. До 31 липня на карту нанесено 1500 км (930 миль) периметра озера. Його основним витоком була річка Лукуга на західному березі. Визначено, що глибина озера перевищує 390 м (1280 футів):Vol. Two:40,47.

## Річки Луалаба і Конго

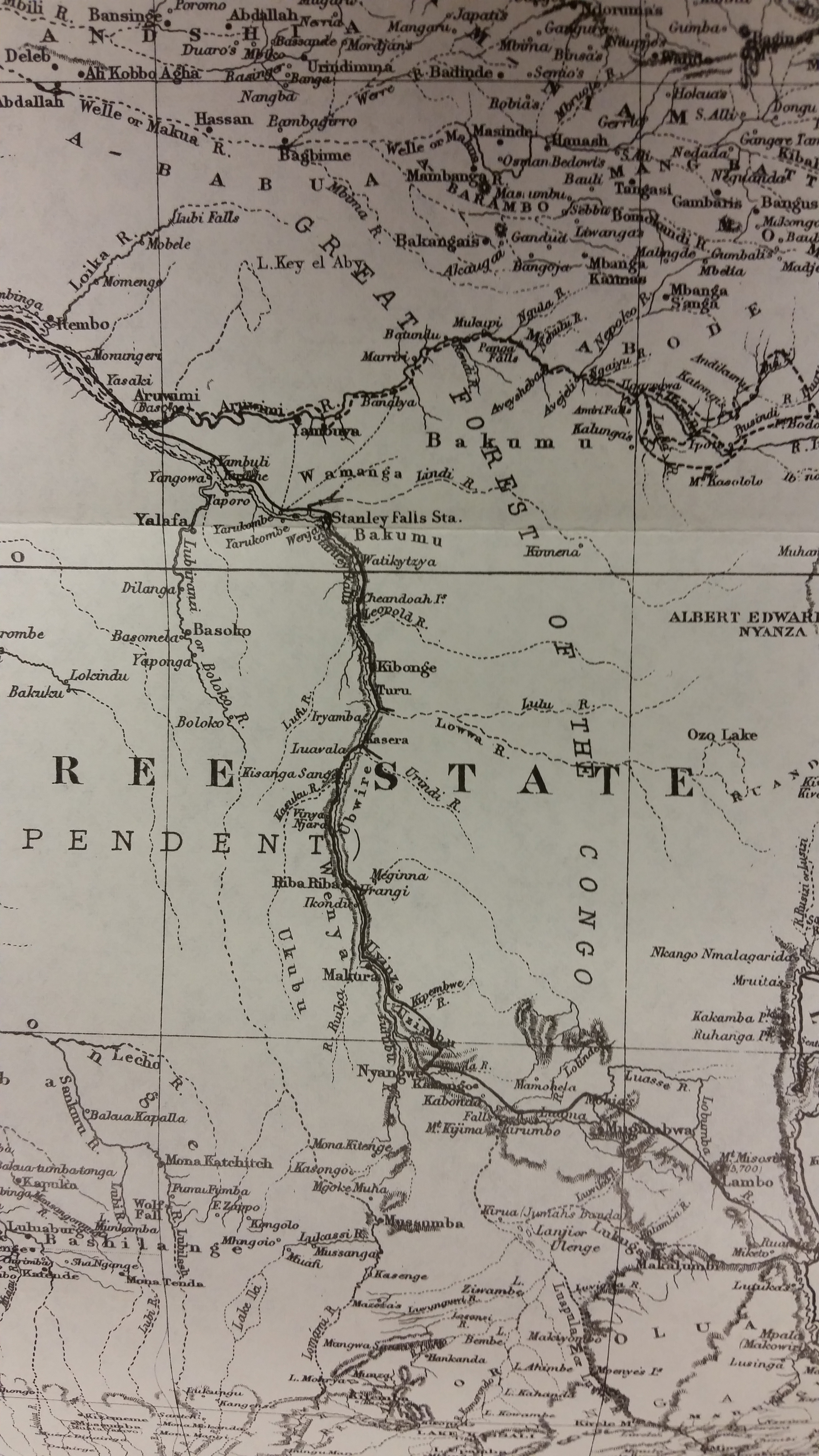
Чорною лінією показано маршрут Стенлі.

Кінцевою метою було визначити, чи живить річка Луалаба Ніл (теорія Лівінгстона), Конго чи Нігер. 25 серпня 1876 року Стенлі залишив Уджіджі з експедицією зі 132 осіб, перетнувши озеро на захід до Маньєми :Vol. Two:50 :Vol. Two:50, щоб увійти в серце Африки. У жовтні вони досягли злиття річок Луама і Луалаба. Увійшовши в Маньєму, вони опинилися в беззаконній місцевості, де мешкали племена канібалів. Тут було джерело рабів Тіппу Тіпа. Крім того, тут Лівінгстон став свідком різанини африканців, і йому не вдалося пройти далі, як і Вернону Кемерону 1874 року. Однак Стенлі уклав контракт з Тіппу Тіпом, за яким вони погодилися супроводжувати один одного «шістдесят маршів — кожен марш тривалістю чотири години». 28 жовтня вони досягли Ньянгве:Vol. 68,74–97.
6 листопада група покинула Ньянгве по суші й увійшла до густого лісу Матімба. 19 листопада вони знову досягли Луалаби, де Стенлі пішов на Леді Алісі униз за течією, а Тіппу Тіп супроводжував його східним берегом. Вони пройшли через землі канібалів венья. Попри те, що він намагався домовитися про мирний прохід, племена були насторожені, оскільки їхній єдиний досвід спілкування зі сторонніми людьми був із работорговцями. 5 грудня 1876 року вони досягли Кінду, але лише досягши Вінья-Нджари Стенлі зміг укласти «кровне братерство» з тубільцями, і настав мир. У цей момент Тіппу Тіп покинув Стенлі, а той 28 грудня пішов за течією зі 149 чоловіками, жінками та дітьми на 23 каное:101–152.
6 січня 1877 року через 640 км (400 миль), вони досягли водоспадів Бойома (який через певний час назвали водоспадом Стенлі), що складається зі семи водоспадів, які охоплюють 97 км (60 миль), і впадіння річки Ломамі. Кінця водоспаду вони досягли аж 28 січня, іноді проходячи по суші, і постійно змушені захищатися від нападів тубільців-канібалів:175–199.
1 лютого Стенлі досяг впадіння річки Арувімі, а потім — землі канібалів бемберрі. Нарешті в селі Рубунга вони змогли вступити в кровне братство з тубільцями. Тут Стенлі дізнався, що річка називається Ікута я Конго, що впевнило його, що він досяг Конго, а Луалаба не живить Ніл:209–221.

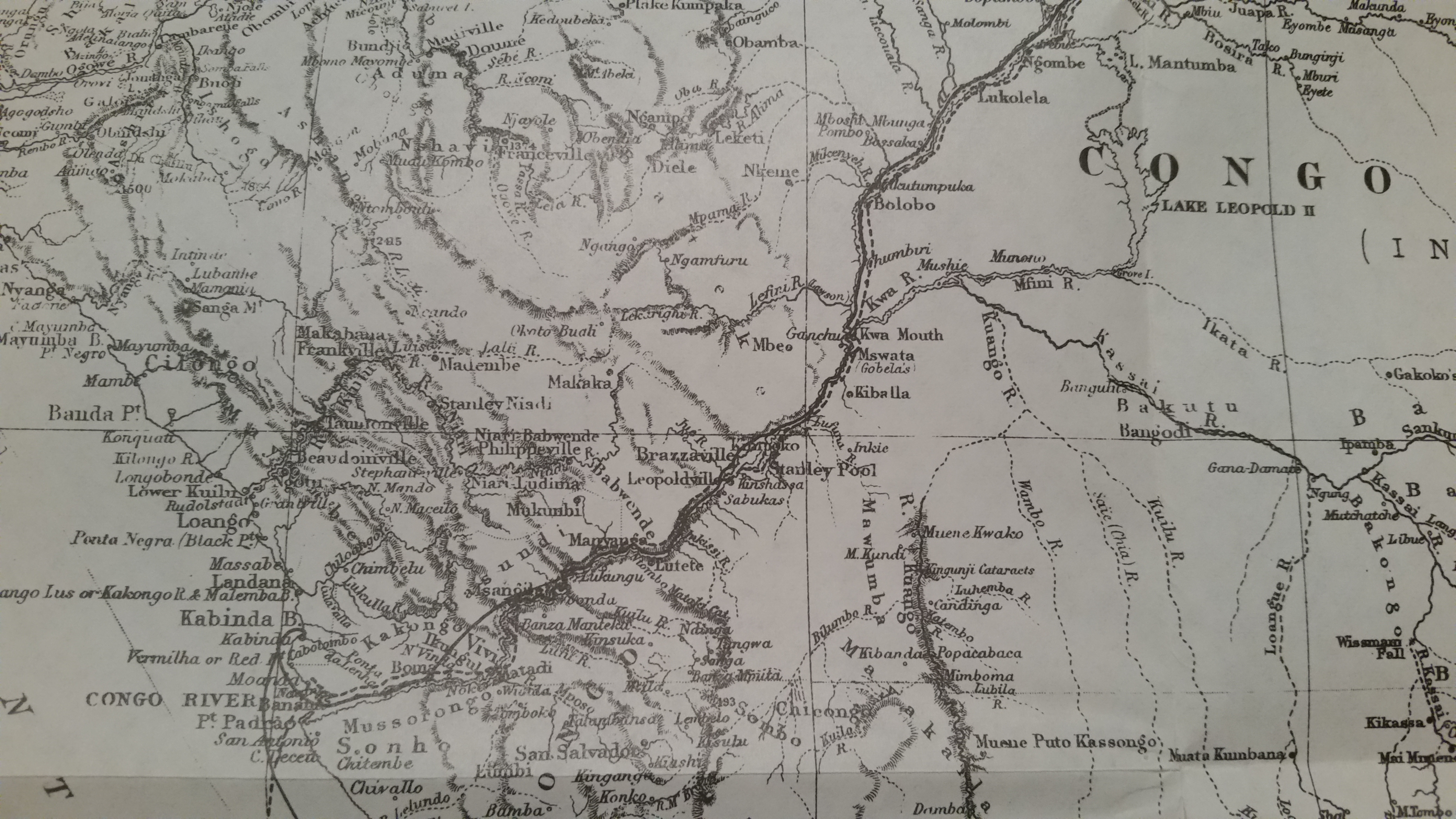
Маршрут Стенлі позначено суцільною чорною лінією.

Потім на Стенлі напали урангі, а потім марунджа, причому одні й інші мали португальські мушкети. 14 лютого над річкою сталася його тридцять перша сутичка, цього разу з бангала на 63 каное та з 315 мушкетами. 18 лютого вони досягли впадіння річки Ікелемба, де в Ікенго змогли поторгувати. 26 лютого вони були в Болобо, де їх зустрів король Чумбірі. 9 березня вони досягли місця злиття річок Лефіні та Касаї з Конго. Тут відбувся їх тридцять другий і останній бій :226–227,232,234–235,238–240,244–246,251–252.
12 березня вони досягли Стенлі-Пул (нині Пул Малебо). Тут Стенлі зустрівся з Манконе, вождем батеке, та Іці, вождем Нтамо, з якими уклали кровне братство:254–259. Нині тут розташовані міста Кіншаса і Браззавіль, столиці Демократичної Республіки Конго та Республіки Конго.
Нижче за течією були водоспади Лівінгстона, на 1988 км (1235 миль) нижче за течією від Ньянгве, серія з 32 водоспадів і порогів зі спадом на 340 м (1100 футів) на понад 249 км (155 миль) :259–261. 16 березня вони почали спуск із водоспаду, що коштувало численних життів, зокрема Френка Покока та Калулу, слуги Стенлі, який отримав освіту в Англії:261,265,315.
30 липня Стенлі зазначив: «Ми затягнули наш човен і каное в улоговину з піщаними краями на низькій кам'янистій терасі і продовжили оглядати водоспад Ізангіла». Лише за п'ять днів їзди від Боми, Стенлі заявив: «Я не бачив причин іти далі, або витрачати ту невелику життєздатність, яка залишилася, на боротьбу з останніми чотирма водоспадами»:340–341.
3 серпня вони досягли села Нсанда. Звідти Стенлі відправив до Боми чотирьох довірених людей з листами англійською, французькою та іспанською мовами, просячи їх надіслати їжу для його голодних людей. 6 серпня надійшла допомога, надіслана представниками ліверпульської торгової фірми Hatton & Cookson. 9 серпня вони досягли Боми, через 999 днів після виходу із Занзібару 12 листопада 1874 року. Партія тоді складалася зі 115 осіб, з них троє дітей, які народилися під час поїздки:345–359.
Найпевніше (власні публікації Стенлі дають суперечливі цифри), він втратив 132 людини через хвороби, голод, утоплення, вбивства та дезертирство. Близько 18 дезертирували, що є надзвичайно мало, зважаючи на небезпечність території, яку вони перетнули.

## Повернення
У Бомі Стенлі надіслав листа своєму редактору Беннету в Нью-Йорк, щоб він надіслав грошей для повернення додому. Через свого видавця він також дізнався, що його наречена Аліса вийшла заміж за Барні, власника найбільшого американського виробництва рухомого складу.
Вони вирушили з Боми до Кабінди, прибувши 12 серпня. Зрештою партія попрямувала в Луанду (Ангола), прибувши 28 вересня. Звідти 21 жовтня прибули до Саймонстауна і, нарешті, 26 листопада на HMS Industry досягли Занзібару. 13 грудня Стенлі вирушив із Занзібару на пароплаві Pachumba додому. До баркаса, який перевозив його на корабель, учасники експедиції принесли його на плечах:362,365–366,368,372.
У статтях про свої відкриття Стенлі закликав західні держави організувати торгівлю з Центральною Африкою і зменшити работоргівлю у внутрішніх районах. Книга Стенлі «Через темний континент» з описом його подорожі, опублікована 1878 року, мала значний успіх.

## Цитати
1. ↑  Jeal 2007, pp. 157—219 passim.
2. ↑  Jeal 2007, pp. 117—120.
3. ↑  Stanley, Sir Henry Morton. Winkler Prins (Dutch) . Т. 17. Amsterdam: Elsevier. 1973. would have said (nl: zou hebben geuit)
4. ↑  Jeal, 2007 p. 164.
5. ↑  Jeal, 2007 pp. 157—164.
6. 1 2 3 4 5 6 7 8 9 10 11 12 13 14 15 16 17 18 19 20 21  Stanley, H.M., 1899, Through the Dark Continent, London: G. Newnes, Vol. One ISBN 0486256677, Vol. Two ISBN 0486256685
7. ↑  Jeal, 2007 pp. 164—170.
8. ↑  Jeal, 2007 pp. 171—183.
9. ↑  Jeal, 2007 p. 178.
10. ↑  Jeal, 2007 pp. 180—184.
11. ↑  Jeal, 2007 pp. 185—187.
12. ↑  Jeal, 2007 pp. 188—219.
13. ↑  Jeal, 2007 p. 199; February 7, 1877
14. ↑  Jeal, 2007 p. 217.